# Violetstelige poederparasol
De violetstelige poederparasol (Cystolepiota bucknallii) is een meercellige schimmelsoort uit de familie van Agaricaceae. Hij komt voor in loofbossen met vochtige, kalkrijke bodems die rijk zijn aan voedingsstoffen en vooral stikstof. Vruchtlichamen verschijnen in de herfst.

## Kenmerken

### Uiterlijke kenmerken
Hoed
Het vruchtlichaam van Cystolepiota bucknallii is een relatief kleine, dunvlezige zwam. De hoed is in eerste instantie halfbolvormig en wordt later convex. Het heeft een brede centrale umbo en bereikt een diameter tot 5 cm. De cuticula is wit met een lila of violet tint.
Lamellen
De lamellen staan dicht bij elkaar en zijn niet aan de steel bevestigd. Hun kleur is crème tot lichtgeel.
Steel
De steel is relatief lang (tot 6 cm), slank en kaal, getint lila of violet behalve het bovenste gedeelte waar het bleek is. Zowel de hoed als de steel zijn bedekt met een melig poeder dat gemakkelijk kan worden weggewreven.
Geur
Het heeft een kenmerkende scherpe geur, die doet denken aan zwavel.
Smaak
Het vruchtvlees is wit, dun en heeft geen kenmerkende smaak. Hoewel de eetbaarheid niet bekend is, bestaat er speculatie over mogelijke giftigheid.

### Microscopische kenmerken
De sporenmassa is wit. Met behulp van een lichtmicroscoop zijn de sporen ellipsvormig, glad en kleurloos te zien. Wanneer Melzers reagens wordt aangebracht, maken de sporenwanden nauwelijks vlekken; daarom zijn de sporen zwak dextrinoïde. Hun afmetingen zijn 7,5 tot 10 µm lang en 1 tot 3,5 µm breed.

## Verspreiding
C. bucknallii is waargenomen in verschillende landen in Midden- en Noord-Europa, waaronder Frankrijk, België, Zwitserland, Oostenrijk, Duitsland, Denemarken, Noorwegen, Zweden en Rusland.
In Nederland komt hij matig algemeen voor. Deze soort staat op de Nederlandse rode lijst met de status gevoelig.